# Brigade Abou al-Fadl al-Abbas
Pour les articles homonymes, voir Fadl.
Ne doit pas être confondu avec Force Abou al-Fadl al-Abbas.
Liwa Abou al-Fadl al-Abbas (arabe : لواء أبو الفضل العباس) ou le Hezbollah syrien est une milice chiite principalement basée en Syrie. Elle est nommée d'après le surnom d'Abbas ibn Ali.

## Drapeaux et emblèmes

Écusson de la Brigade Abou al-Fadl al-Abbas.
Drapeau cérémoniel de la Brigade Abou al-Fadl al-Abbas.

## Effectifs et commandement
Le groupe revendique 500 combattants en 2012, puis 10 000 en 2013,. La brigade recrute un grand nombre de chiites étrangers, elle est d'ailleurs formée par des étrangers établis près de la mosquée de Sayyidah Zaynab, avec pour objectif initial de défendre ce lieu. Dans ses rangs figurent des Irakiens, des Syriens — issus notamment de Nobl et Zahraa — des Libanais et d'autres combattants issus de plusieurs pays d'Asie. Ses troupes auraient été entraînées par le Corps des Gardiens de la révolution islamique.
Ses dirigeants sont Abou Ajib et Abou Hadjar, un Irakien, ancien membre de l'Armée du Mahdi,.